# Десант в порт Отомари
Десант в порт Отомари 25 августа 1945 года — тактический морской десант, высаженный кораблями советской Северной Тихоокеанской флотилии в ходе Южно-Сахалинской операции Советско-японской войны.

## План операции
Целью десанта было принятие капитуляции японских войск в этом крупнейшем порту в японской южной части Сахалина и предотвращение эвакуации войск и материальных ценностей в Японию. Из Советской Гавани в только что занятый советским десантом порт Маока (ныне Холмск) была переброшена сводная бригада моряков флотилии (1600 человек) и 365-й отдельный батальон морской пехоты (600 человек).

## Переход и высадка десанта
23 августа 1945 года отряд высадки десанта (минный заградитель, 8 тральщиков, 2 катера «большой охотник» и 2 — «малый охотник», 6 торпедных катеров) вышел из Маока и направился к Отомари. На переходе морем корабли попали в сильный шторм, командир отряда принял решение укрыться в порту Хонто (Невельск). Город не был занят советскими войсками, но после появления большого отряда советских кораблей на рейде немногочисленные японский гарнизон и полиция немедленно капитулировали. Вечером 24 августа корабли продолжили переход. Из-за минной опасности минный заградитель с ротой моряков остались в Хонто.
Утром 25 августа корабли прибыли в Отомари. Через 2 часа к порту с севера подошли части 113-й стрелковой бригады. Гарнизон противника и личный состав военно-морской базы (3400 человек) без сопротивления сложил оружие и в 10:00 утра капитулировал. К полудню того же дня все японские воинские части на южном Сахалине прекратили сопротивление.
Этим десантом Южно-Сахалинская операция советских войск завершилась. Порт Отомари был использован в качестве исходного пункта десантов на Южные Курильские острова (на Итуруп, Кунашир, острова Малой Курильской гряды).